# Sphagnoppia durhamensis
Sphagnoppia durhamensis är en kvalsterart som först beskrevs av Metz och Sharma 1975.  Sphagnoppia durhamensis ingår i släktet Sphagnoppia och familjen Oppiidae. Inga underarter finns listade i Catalogue of Life.